# Барыгин, Игорь Николаевич
И́горь Никола́евич Бары́гин (род. 14 февраля 1951 года, Ленинград, СССР) — советский и российский политолог и социолог. Кандидат философских наук, доктор политических наук, профессор.

## Биография
Родился в 1951 году в Ленинграде. Отец — Барыгин Николай Николаевич, мать — Галактионова Галина Алексеевна; бабушки — Галактионова Наталья Матвеевна, Барыгина Любовь Ивановна; дедушки — Галактионов Алексей Петрович, Барыгин Владимир Иванович.
Окончил школу № 495 гор. Ленинграда.
Первая специальность, полученная в школе, — токарь второго разряда.
В 1972 году окончил исторический факультет ЛГПИ имени А. И. Герцена по кафедре всеобщей истории. За время обучения его учителями являлись к.ф.н., доц. В. С. Бушуев, д.и.н. проф. И. М. Кривогуз, д.и.н., проф. Л. Н. Гумилёв, д.психол.н., проф. Б. Г. Ананьев, д.филос.н., проф. А. Г. Здравомыслов, д.и.н., проф. Л. К. Лебедев, д.и.н., проф. О. И. Шкаратан, д.филос.н., проф. В. А. Ядов, д.филос.н., проф. Б. Д. Парыгин, д.и.н., проф. Ю. В. Егоров.
1972 г. — работа по распределению в ЧИ АССР, гор. Назрань, учитель истории и обществоведения средней школы № 3.
В 1972 - 73 гг. — служба в рядах Советской армии - рядовой, старший аккумуляторщик артиллерийского полка, КДВО.
С 1971 по 1977 гг. состоял в диссидентском клубе студентов ЛГУ «Лоб».
С 1977 по 1989 гг. — член КПСС.
С 1973 года по 2004 год преподавал в Санкт-Петербургском государственном электротехническом университете имени В. И. Ульянова (Ленина), Прошёл путь от старшего лаборанта до заведующего кафедрой. С 1994 года — профессор, с 1996 по 2004 год — заведующий кафедрой социологии и политологии.
В 1983 году защитил диссертацию на соискание учёной степени кандидата философских наук по теме «Критика буржуазных и реформистских концепций сущности и социальной базы фашизма». В 1987 году присвоено учёное звание доцента.
В 1992 году защитил диссертацию на соискание учёной степени доктора политических наук по теме «Эволюция крайне правых политических движений и режимов в странах Западной Европы». В 1993 г. получил звание профессора по кафедре социологии».
В 1994 году проходил научную стажировку в Южно-Иллинойсском университете по программе Информационного агентства США (ЮСИА). В 1995 году проходил научную стажировку в Институте современной истории Национального центра научных исследований по программе Дома наук о человеке (Франция, Париж).
С 1998 года — профессор кафедры европейских исследований факультета международных отношений СПбГУ.
Работал в международных неправительственных организациях (1993—1994 г. — «CARE» , New-York), консультант различных правительственных и неправительственных организаций.
Входил и входит в состав редакционной коллегии журнала «Российское экспертное обозрение», входит в состав редакционной коллегии журнала."Регионология". Член Международной ассоциации политической науки (IPSA), член Центрально-Европейской и Восточно-Европейской международной исследовательской ассоциации, (CEEISA), член Российской ассоциации политических наук (РАПН), действительный член Международной академии информатизации (МАИ), член Всемирного (ISA) и Российского общества социологов.
Крайне отрицательно относился к политике президентов М.Горбачёва и Б.Ельцина, о чём многократно заявлял и писал начиная с 1992 г. как в России так и заграницей.  За что  имелись безуспешные попытки привлечь  к сотрудничеству в течение десятков лет со спецслужбами западных стран, а также "беседы" со специальными органами РФ.

## Научная и преподавательская деятельность
В СПбГЭТУ читал курсы " Социология", "Политология", "Технологии проведения политических избирательных компаний" , разработанные на основе самостоятельного видения содержания этих наук и учебных дисциплин.
На ФМО СПбГУ и в ряде других университетов России читал и читает, помимо указанных, курсы «Регионоведение», «Крайне правые политические партии и организации современной Европы», «Методология исследования международных и региональных исследований» (в составе группы преподавателей), и ряд др.
Более 40 лет в профессии. Периодически осуществляет преподавательскую деятельность в ряде других университетов страны.
В течение ряда лет читает курсы для бакалавров, специалистов, магистров и аспирантов по общим и прикладным проблемам социологии, политологии, и др. профильных дисциплин, специализирующихся в направлениях и специальностях «Международные отношения», «Регионоведение», «Международная журналистика», «Связи с общественностью», «Юрист», «Экономист», «Менеджмент» и др.
В последние годы занимается вопросами сравнительного анализа идейно-политической эволюции различных политических сил в России и Европе, а также вопросами политической регионалистики, регионоведения и политических технологий.
Автор более 210 научных работ изданных в России, Болгарии, Польше, Португалии, США, Франции, Германии, в том числе 1 авторской монографии «Социальная база движения крайне правых в Западной Европе», более десятка коллективных монографий, среди которых «Праворадикальные политические партии и движения современной Европы» под редакцией И. Н. Барыгина. СПб.: Изд. дом СПбГУ.2011; «Праворадикальные политические партии Западной и Восточной Европы». под редакцией И. Н. Барыгина. Lampert Academic Publishin/ 2011, и др.
Подготовил ряд учебников: «Политология» (1996), «Регионоведение» (Аспект-пресс, 2007), «Основы регионоведения» (отв. ред., в соавторстве с Ачкасовой В. А., Белобородовой И. Н., Дукой А. В., Межевичем Н.;«Гардарики»,2007), «Международное регионоведение» («Питер» 2009) - первый в России учебник по данной дисциплине, «Актуальные проблемы международного регионоведения» (Изд-во СПбГУ, 2010),- первое в России учебное пособие по данной дисциплине; «Крайне правые политические партии и движения современной Европы» (2011), изд. первое и второе — отв. ред. и автор, — первый в современной России учебник по данному учебному курсу; Барыгин И.Н. Введение в основы методологии исследования регионоведения: учебник для студентов и аспирантов. - М.: Юстицинформ, 2023,  - первый в России учебник по данному учебному курсу.  Барыгин И.Н. Основы методологии исследования регионоведения: учебник для студентов и аспирантов. - М.: Юстицинформ, 2024,  первый в России учебник по данному учебному курсу.
Автор десятков учебных пособий по преимуществу по социологическим и политологическим дисциплинам, словарей, комментариев к законодательным актам.
Регулярный участник всемирных, региональных, российских научных конгрессов в области политологии и социологии в качестве организатора секции, руководителя секции, докладчика.

## Основные научные труды
Ниже представлены важнейшие монографии, учебники, учебные пособия, главы в учебниках и коллективных монографиях, комментарии к федеральному закону (из всего более 210 работ): 
- Казаринова Н.В., Шищкин Д.П., Барыгин И.Н. Социологический практикум: учебное пособие. - СПб.: СПбГЭТУ, 1996. - 119 с. -  ISBN 5-7629-0114-9.
- Барыгин И. Н. Социальная база движения крайне правых в Западной Европе / Ленингр. электротехн. ин-т им. В. И. Ульянова (Ленина). — Л.: Изд-во ЛГУ, 1990. — 161 с. — ISBN 5-288-00541-9.
- Практикум по социологии / И. Н. Барыгин и др.. — СПб.: СПбГЭТУ, 1997. — 133 с. — ISBN 5-7629-0218-8.
- Барыгин И.Н., Денисов А.И., Дука А.В. Научно-образовательная тестирующая программа по учебной дисциплине “Политология”. Рег. №589.2068539.00585-01-ЛУ от 15.06.99 г. 5 п.л. / 0,5 п.л.
- Барыгин И.Н. Избирательные системы и выборы // Политология: Учеб. для техн. ун-тов / Отв. ред. М.А.Василик. СПб.: Изд-во СПбГТУ, 1997 (всего объём 26 п.л., 1 п.л. авт.). ISBN 5-8110-0001-4
- Барыгин И.Н. и др. Демократия: теория и политическая практика. Политология : Учеб. для студентов высш. учеб. заведений / [М. А. Василик, В. А. Гуторов, Ю. В. Косов и др.]; Под ред. М. А. Василика. - Москва : Гардарики, 1999. - 589 с. : табл.; 22 см. - ( 1 п.л.)(Disciplinae).; ISBN 5-7975-0142-2
- Политология : Учеб. пособие для студентов техн. ун-тов / [Василик М. А. и др.]; Под ред. М. А. Василика. - 4. изд., перераб. и доп. - СПб. : Пионер ; М. : Астрель, 2002. - 398, [1] с. : табл.; 21 см.; Глава 7. Демократия: теория и политическая практика( в соавторстве) ISBN 5-17-011440-0
- Барыгин И. Н. Политические партии, движения и организации современной России на рубеже веков : (Аналит. справ.) / Акад. полит. науки. С.-Петерб. отд-ние. — СПб.: Михайлов, 1999. — 205 с. — ISBN 5-8016-0156-2.
- Денисов А. И., Барыгин И. Н. Становление системы местного самоуправления в Российской Федерации : Учеб. пособие. — СПб.: СПбГЭТУ, 1999. — 71 с. — ISBN 5-7629-0279-X.
- Барыгин И.Н., Игнатенко А. А., Орлова Л. Я., Орлов И. Б./Политические избирательные кампании: анализ, ресурсы, технологии : Учеб. пособие /  М-во культуры Рос. Федерации. Федер. гос. образоват. учреждение высш. проф. образования "С.-Петерб. гос. ун-т кино и телевидения" ; [И. Н. Барыгин и др.]. - СПб. : С.-Петерб. гос. ун-т кино и телевидения, 2003 (Подразделение оперативной полиграфии СПбГУКиТ). - 216, [1] с. : табл.; 21 см.; ISBN 5-94760-034-X (в обл.)
- История и теория социологии : Учеб. пособие / И. Н. Барыгин и др.. — СПб.: Изд-во СПбГЭТУ "ЛЭТИ", 2001. — 80 с. — ISBN 5-7629-0380-X.
- Барыгин И.Н. Основы регионоведения: учебник/под ред. проф. И.Н.Барыгина. М.: Гардарики, 2007. 399 с.ISBN 978-5-8297-0313-4/
- Барыгин И. Н. Регионоведение: учебник для студентов вузов, обучающихся по специальностям «Международные отношения», «Регионоведение», «Конфликтология» и «Международная журналистика». — М.: Аспект Пресс, 2007. — 398 с. — ISBN 978-5-7567-0452-5.
- Барыгин И. Н. Международное регионоведение : основные категории и законы, региональные элиты и политика, региональные конфликты: учебник. — СПб.: Питер, 2009. — 380 с. — (Учебник для вузов). — ISBN 978-5-388-00688-2.
- Барыгин И. Н. Актуальные проблемы международного регионоведения: учебное пособие / Санкт-Петербургский гос. ун-т, Фак. междунар. отношений. — СПб.: Изд-во СПбГУ, 2010. — 303 с. — ISBN 978-5-288-05046-6.
- Регионоведение: учебник для академического бакалавриата / Ачкасова В.А. и др.; под ред. Барыгина И.Н. - 2-е изд.. испр. и доп. - М.: Издательство Юрайт, 1918. - 391 с. ISBN 978-5-534-06588-6
- Регионоведение: учебник для СПО / Ачкасова В.А. и др.; под ред. Барыгина И.Н. - 2-е изд.. испр. и доп. - М.: Издательство Юрайт, 1919. - 391 с. ISBN 978-5-534-12088-2Барыгин
- И.Н. Введение в основы методологии исследования «Регионоведения»:   учебник для студентов и аспирантов. М. «Юстицинформ». 2023. 167 с.. ISBN 978-5-7205-1933-9Барыгин
- И.Н. Основы методологии исследования «Регионоведения»: учебник для        студентов и аспирантов. М. «Юстицинформ». 2024. 200 с.. ISBN 978-5-7205-1964-3
- Праворадикальные политические партии и движения современной Европы: монография / И. Н. Барыгин и др.] ; под ред. И. Н. Барыгина ; Санкт-Петербургский гос. ун-т. — СПб.: Изд-во СПбГУ, 2011. — 408 с. — (Политология). — ISBN 978-5-288-05212-5.
- Барыгин И. Н., Колпакиди А. И. Рефлексия тоталитаризма: борьба за определение политического курса фашистских партий Европы в 20 — 30-х годах // Национальная правая прежде и теперь: Историко-социологические очерки. Отв. ред. Ганелин Р.Ш. — СПб.: Санкт-Петербургский филиал Института социологии РАН, 1992.
- Барыгин И.Н. Введение в основы методологии исследования регионоведения: учебник для студентов и аспирантов. - М.: Юстицинформ, 2023, 168 с. ISBN 978-5-720005-1933-9.
- Практикум по политологии: учебное пособие / И. Н. Барыгин и др.] ; под ред. И. Н. Барыгина ; Минобрнауки России, Санкт-Петербургский гос. электротехнический ун-т "ЛЭТИ". — СПб.: Изд-во СПбГЭТУ "ЛЭТИ", 2011. — 80 с. — (Учебное пособие : УП). — ISBN 978-5-7629-1175-7.
- Обществознание: учебно-методическое пособие в помощь абитуриентам. Часть 2. Политология: схемы и комментарии / И.Н.Барыгин. - СПб: Изд-во Астерион, 2004. - 110 с. ISBN 5-94856-072-4
- Комментарий к Федеральному закону "О государственном языке Российской Федерации". Часть 1. Нормы современного русского литературного языка как государственного (Комплексный нормативный словарь современного русского языка) / Под ред. Г.Н. Скляревской, Е.Ю. Ваулиной. - СПб.: Факультет филологии и искусств СПбГУ, 2007. - 540 с. - Эксперт-энциклопедист и автор ряда статей.
- Комментарий к Федеральному закону "О государственном языке Российской Федерации". Часть 2. Нормы современного русского литературного языка как государственного (Комплексный нормативный словарь современного русского языка) / Под ред. Г.Н. Скляревской, Е.Ю. Ваулиной. - СПб.: Факультет филологии и искусств СПбГУ, 2009. - 752 с. - Эксперт-энциклопедист и автор ряда статей.
- Barygin I. N. The Russian Radical Movements in the  Modern Russia // Modern Europe after Fascism 1943—1980´ s / Vol.1/ Ed. by Stein Ugelvik Larsen  (норв.) — Columbia University Press, 1998. — 1932 p. (1 п.л. авт.). ISBN 0-88033-973-X, Library of Congress Catalog Card Number 97-062081.
- Barygin I. N., Kolpakidi A. I. The Russian Liberation Movement in the Context of Modern ideological and political opposition within the USSR and Modern Russia // Modern Europe after Fascism 1943—1980´ s /Vol.1/ Ed. by Stein Ugelvik Larsen  (норв.). — Columbia University Press, 1998. — 1932 p.  (1 п.л., 0,5 а.л. авт.).  ISBN 0-88033-973-X, Library of Congress Catalog Card Number 97-062081.
- The Ecological Paradox in Russia: Political, Social and Economic Issues and Challenges. Coother N. Eremina /Climate Change, Sustainable Development and Human Security: a Comparative Analysis. Edited by Drirendra K. Коллективная научная монография. Lengsington Books. 2013. 15 п.л./1 п.л./0,5 п.л.

Провёл ряд крупных исследований, финансировавшихся из грантов:
- Грант правительства США (по линии ЮСИА, Вашингтон - 1994 г.) - "Сравнительные политологические исследования"
- Грант Дома наук о Человеке (Франция, Париж - 1995 г.) - Сравнительный анализ правого радикализма и экстремизма в современной России и современной Франции"
- Грант Всемирной ассоциации политических наук на издание коллективной монографии "Европа после фашизма (руководитель авторского коллектива С.У. Ларсен (Норвегия) - 1997 г. Раздел Барыгина И.Н. Политический радикализм и экстремизм в России после 1945 г.
- Грант Федеральной целевой программы "Интеграция" (Москва, 1997 - 2001 гг.) - руководитель проекта ряда вузов Санкт-Петербурга.

## Награды и звания
- Медаль «В память 300-летия Санкт-Петербурга»
- Почётный работник высшего профессионального образования Российской Федерации.

## Архивные материалы и литература
- Архивные материалы
- ЦГАКФФД СПб. Фотодокумент Ар 226791
- Литература
- Барыгин Игорь Николаевич // Социологи Санкт-Петербурга: Кто есть кто? / Отв. ред. Костюшев В. В. СПб., 1999.
- Барыгин Игорь Николаевич // Преподаватели социологии Санкт-Петербурга / Отв. ред. А. О. Бороноев; сост. М. Б. Глотов. СПб., 2001.
- Барыгин Игорь Николаевич // Профессора Санкт-Петербургского государственного университета. СПб.:Из-во СПбГУ, 2004
- Барыгин Игорь Николаевич // Преподаватели факультета международных отношений Санкт-Петербургского государственного университета. СПб.:Из-во СПбГУ, 2006, с. 11-14
- Барыгин Игорь Николаевич // Преподаватели факультета международных отношений Санкт-Петербургского государственного университета. СПб.:Из-во СПбГУ, 2008, с.12-15
- Барыгин Игорь Николаевич // Социологи Санкт-Петербурга и Северо-Запада России: Кто есть кто ? Изд. 2-е, перераб. и дополн./ Отв. ред. М. М. Соколов. СПб., 2003
- Barygin Igor N. // Sociologists of St.Petersburg and Nord-West of Russia Who is who? Individual members of St.Petersburg Association of Sociologists/Directory / Ed.by M.M.Sokolov. SPb.2003.
- Барыгин Игорь Николаевич // Профессор кафедры европейских исследований факультета международных отношений  Санкт-Петербургского государственного университета. М. ИЕ РАН, 2008. с. 13-14. ISBN 978-5-91299036-6